# Batalla de Verona (1799)
La batalla de Verona (26 de marzo de 1799) fue un enfrentamiento entre el ejército austríaco de los Habsburgo al mando de Paul Kray y un ejército de la Primera República Francesa dirigido por Barthélemy Louis Joseph Schérer. La batalla constó de tres combates separados que se dieron en el mismo día. En Verona, ambos bandos lucharon solo para acabar en un sangriento empate. En Pastrengo, al oeste de Verona, las fuerzas francesas se impusieron sobre sus oponentes austríacos. En Legnago, al sureste de Verona, los austriacos derrotaron a sus adversarios franceses. La batalla se libró durante la Guerra de la Segunda Coalición, parte de las Guerras Revolucionarias Francesas. Verona es una ciudad en el río Adige en el norte de Italia.

## Resultado

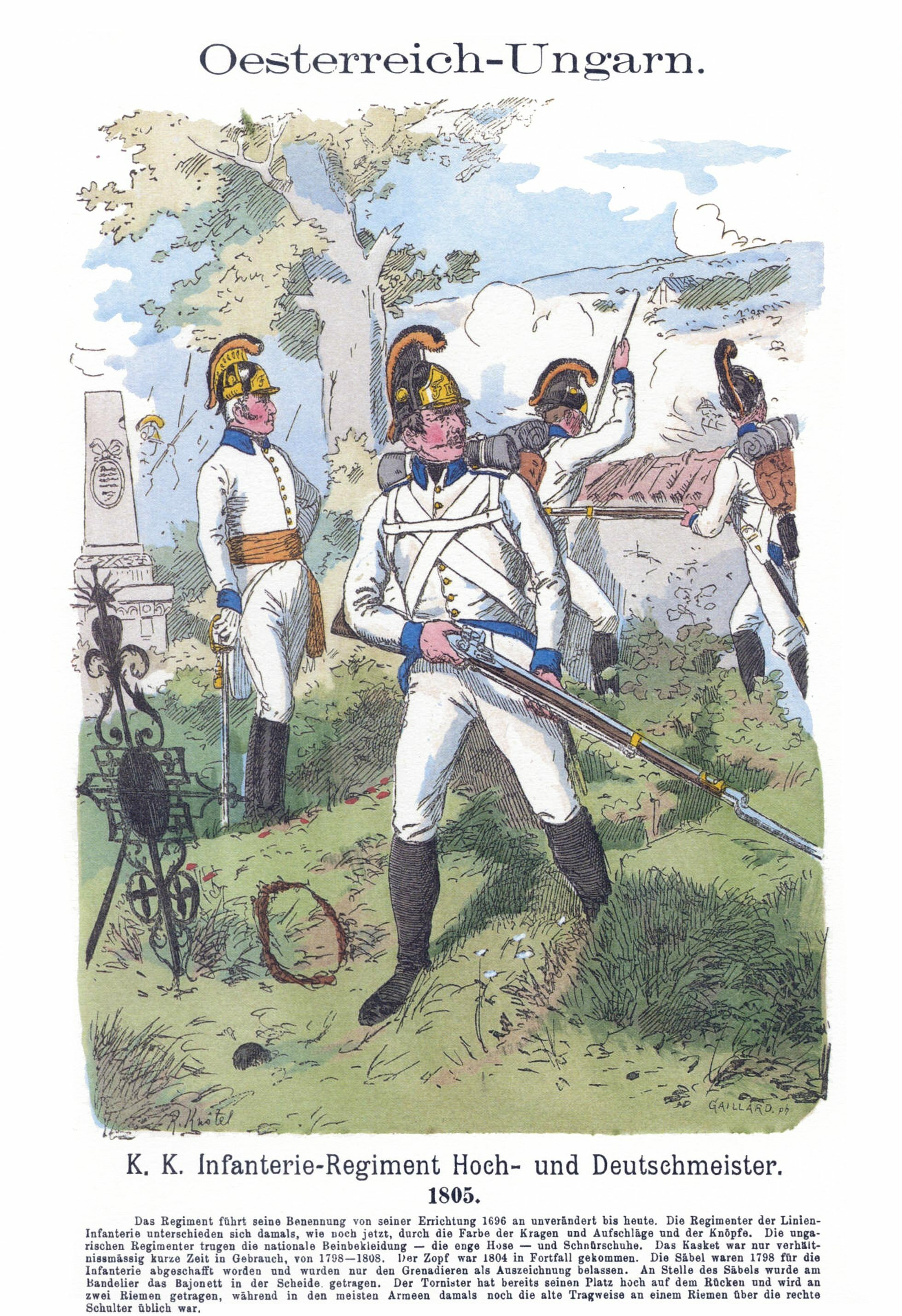
Escaramuzas de infantería austriaca.

En Pastrengo, los franceses perdieron a 1.000 hombres de sus 22.400 mientras infligieron 2.000 bajas a los 11.000 austriacos. Además, los franceses capturaron 1.500 hombres, 12 cañones, dos puentes de pontones y dos estandartes. El 27° Regimiento de Infantería Schröder sufrió bajas particularmente graves. En Verona, las pérdidas francesas se contabilizaron como de 1.500 entre muertos y heridos, además de 300 hombres y tres cañones capturados de un total de 14.500 hombres. Los austríacos contaron 1.600 muertos y heridos y 1.100 capturados de un total de 16.400 soldados. Los generales Konrad Valentin von Kaim, Ferdinand Minkwitz y Anton Lipthay de Kisfalud resultaron heridos. La contienda en Legnago costó a los franceses 2.000 hombres entre muertos y heridos, además de 600 hombres y 14 cañones capturados de un total de 9.500 hombres. El general de brigada François Felix Vignes fue asesinado. Los austriacos perdieron 700 hombres entre muertos y heridos y 100 fueron capturados de un total de 14.000 soldados Lipthay nunca se recuperó de sus heridas y murió el 17 de febrero de 1800 en Padua.